# ویتالی هاکو
ویتالی هاکو (انگلیسی: Vitali Hakko؛ 1913 – ۱۰ دسامبر ۲۰۰۷) کارآفرین اهل ترکیه بود، که در سال ۱۹۳۴ شرکت واکو کمپانی را تأسیس کرد.